# 英国海军部 (1709年至1964年)
海军部是英國政府一個曾經存在的部門，自1709年至1964年間負責指揮英格蘭（和後來的大不列顛）、以至後來聯合王國和前大英帝國的皇家海軍。海軍部歷史上原本由海軍大臣一人統領，但自18世紀初期以降幾乎都是由一組海軍部專員透過一個海軍部辦公局（Board of Admiralty）以委員會方式管治。
1964年，海軍部的原有職能被轉移到新設立的（Admiralty Board）。該委員會隸屬於國防部，而且是英國國防理事會三軍委員會之一。新設的海軍部每年只會舉行兩次會議，而皇家海軍的日常運作則交由（Navy Board）打理。雖然如此，皇家海軍的管治機構到目前仍被外界普遍統稱為“海軍部”。
自1964年起，英國海軍大臣的職銜一直由英國君主兼領，直到2011年英女皇伊利沙伯二世為紀念皇夫愛丁堡公爵菲臘親王90大壽，而把職銜授予對方。此外，皇家海軍還設有聯合王國海軍中將和聯合王國海軍少將兩個榮譽職銜。